# セバスチャン・ビエニエク
セバスチャン・ビエニエク (Sebastian Bieniek、1975年 - 2022年2月9日) ドイツの前衛芸術家。絵画、写真、パフォーマンス、彫刻、執筆、映像の各分野で作品を発表している。

## 映像作品
- 2002: Zero
- 2004: Sand
- 2005: Sugar
- 2007: The Gamblers
- 2008: Silvester Home Run

## 書籍
- 2011: REALFAKE. ISBN 978-3-942835-35-0